# Középiskolai lemorzsolódás
A középiskolai lemorzsolódás az a folyamat, melynek következményeképp a fiatal (15-24 éves korosztály) az oktatási rendszert végzettség hiányában hagyja el. Mindezt egy olyan, több lépcsőből álló folyamat előzi meg, melyre nagy hatással van az egyén, az otthoni, az iskolai és kiegészítő intézményi környezet, valamint a társadalmi értékek és alapelvek összessége. Az oktatási rendszert végzettség híján elhagyók esélyei a munkaerőpiacon rosszabbak, szakmaszerzési lehetőségeik korlátozottabbak, szociális támogatásra szorultságuk jelentősebb. Országos szinten a lemorzsolódás a versenyképesség csorbulásához vezethet, további költségeket róva a társadalom egészére. Az említett kockázatok csökkentése és az esélyegyenlőség érdekében mind hazai, mind nemzetközi szinten azonosíthatóak jó gyakorlatok, melyek az iskolai lemorzsolódás okainak azonosítására, illetve a problémák orvoslására irányulnak.

## A lemorzsolódás főbb definíciói és előfordulási típusai
Lemorzsolódás meghatározása vitatott mind országos mind nemzetközi viszonylatban. Az Európai Unión belül elfogadott módszertan szerint, korai iskola elhagyó („early school-leaver”) az, aki a 18-24 éves korosztályba tartozik, nem rendelkezik középiskolai végzettséggel, és nem is vett részt semmilyen oktatásban vagy képzésben a kérdőíves felmérést megelőző négy hétben. Ezzel szemben az OECD iskolai végzettségtől függetlenül azt tekinti NEET („not in education, employment or training” –  nem foglalkoztatott, nem vesz részt oktatásban vagy képzésben)   fiatalnak, aki 15-29 éves és nem vesz részt sem oktatási képzésben, sem munkaerő-piaci tevékenységben. 
Az iskolai lemorzsolódás kockázata magasabb a hátrányos helyzetűcsaládok, alacsonyan képzett szülők gyermekei körében. Hátrányos helyzet alatt a konfliktusokkal terhelt, nem támogató, a gyerekek testi, lelki fejlődéséhez szükséges feltételeket nem biztosító környezetet értjük.

## A lemorzsolódás okai
Az iskolai lemorzsolódáshoz vezető okok szerteágazóak. A lemorzsolódás lehet racionális döntés eredménye (például a tanuló úgy gondolja, hogy az iskola nem segíti hozzá az életben való boldoguláshoz, és ezért inkább a munkaerőpiacra való azonnali kilépést választja), de Magyarországon sok esetben iskolai kudarcok sorozata előzi meg az iskolából való végleges kiesést. Ez utóbbi már az általános iskolában megmutatkozhat a tanulási nehézségekben, magatartásbeli problémákban, gyakori hiányzásokban, évismétlésekben. A folyamat gyakran együtt jár a negatív önértékelés, önbizalomhiány kialakulásával és az ebből fakadó motiválatlanság és kilátástalanság érzésével. Mindezek együtt az iskolai teljesítmény romlásához, és szélsőséges esetben korai iskola elhagyáshoz vezetnek.
A lemorzsolódás hátterében állhat egyrészt a szülői támogatás, a mintaképek, az otthon nyújtotta biztonságérzet hiánya. Ezen hátrányokat ellensúlyozhatja az iskola – befogadó volta és pedagógusainak felkészültsége révén. Több hazai tanulmány eredményei szerint Magyarországon a családi háttér hatása a legmeghatározóbb a tanuló iskolai teljesítményére. A magyar oktatási rendszerről pedig az eredmények alapján elmondható, hogy a jó képességű, könnyen tanítható, középosztálybeli gyermekek családi hátterét veszi alapul, az oktatási rendszer pedig továbbra is felkészületlen az ettől nagyban eltérő környezetből érkező diákok hatékony integrálására.
A lemorzsolódás kockázata a szakiskolai tanulók körében a legmagasabb. Ebben az iskolatípusban 31 százalék a lemorzsolódók aránya (szakközépiskolákban ez 19 százalék, míg gimnáziumokban 11 százalék). A középszintű oktatási intézmények és programok közötti átjárás lehetőségei nagyon korlátozottak és csak lefelé vezető irányba mutatnak.

## A lemorzsolódás megelőzésének fontossága
A lemorzsolódott fiatalok az iskolát befejező társaikhoz képest kisebb valószínűséggel sajátítanak el szakmákat. Ezáltal fokozott a kockázata annak, hogy a munkaerő-piaci elhelyezkedésük során nehézségekbe ütköznek, nagyobb valószínűséggel halmozódnak fel egészségügyi és szociális problémáik, ami növeli annak valószínűségét, hogy később állami támogatásokra szorulnak.
Az állam helyi és központi szereplők (iskola, szülők, szociális segítők, pszichológusok, stb.) együttműködése révén tudja ellensúlyozni a lemorzsolódás kockázatait és következményeit. Fontos szerepet játszhat továbbá a középiskolák és a munkaerőpiac (munkaügyi központok, helyi vállalkozások) közötti kapcsolat erősítése, például gyakornoki programok támogatásával. 
Az iskolaelhagyás társadalmi költsége meglehetősen nagy. Az Európai Unió országaiban, egy-egy érintett esetében nagyságrendileg 30 és 540 millió forint közé tehető.  Hazai kutatások szerint pedig Magyarországon egy olyan kora gyermekkori oktatási beavatkozás, amelynek hatására a roma fiatalok az oktatási rendszerben eljutnának az érettségiig, személyenként 7-19 millió forint többletbevételt jelentene az állam számára.

## A lemorzsolódás csökkentését célzó magyarországi kezdeményezések
A kétezres években számos olyan program indult, mely a lemorzsolódás kialakulásának kockázatát kívánta csökkenteni komplex és egyénre szabott tanítási módszerek bevezetésén keresztül.
A Tanoda programok halmozottan hátrányos helyzetű fiataloknak biztosítanak iskolán kívüli mentorálást és korrepetálást képességeik kibontakoztatása érdekében. A lemorzsolódás szempontjából kiemelkedő jelentősége volt még a Dobbantó programnak (2008-2011), mely második esély jellegű képzést biztosított a lemorzsolódás kockázatának fokozottan kitett, vagy már az oktatásból kimaradt 16-23 éves fiatalok számára. A programot komoly módszertani előkészületek előzték meg, melyek során a pedagógusok speciális képzéseken vettek részt. A képzés és a program végrehajtási szakasza alatt is educoaching és mentorálási tevékenységek támogatták a pedagógusok munkáját. A program kialakítása során törekedtek az innovatív, tanulást ösztönző környezetet megteremtésére. Külön hangsúlyt fektettek arra, hogy egyéni tanulási tervek készüljenek, melyeket a tanuló, a szülők és a tanár közösen egyeztettek. A kis létszámú (minimum 8, maximum 16 fő) osztályokat 2-3 tanár vezette, mert így jobban lehet fejleszteni  a tanulási készségeket. A program által biztosított szakmai gyakorlat erősítette a résztvevők motivációját és szakmai érvényesülésükbe vetett hitüket. A Dobbantóhoz 15 iskola csatlakozott.
A lemorzsolódást leginkább érintő jogszabályi változás a 2011-ben elfogadott köznevelési törvény, mely – ellentmondva a nemzetközi tendenciáknak – a tankötelezettségi korhatárt 18 éves korról 16 évre csökkentette. A törvénymódosítás hatását a lemorzsolódásra egyelőre nem mutatták ki, de egyes nemzetközi jelentések alapján a módosítás következtében a lemorzsolódás kockázatának növekedése várható.  A törvény módosítását követően a Hídprogramok hivatottak a lemorzsolódási problémák enyhítésére.

## Nemzetközi jó gyakorlatok
A nemzetközi és hazai jó gyakorlatok tanulságai alapján a célravezető kezdeményezések a következő elemeket hangsúlyozzák:
- a fiatalok egyéni problémáinak feltérképezése
- az iskolaelhagyó fiatalok megfelelő időben (még az iskolaelhagyás bekövetkezte előtt) történő elérése
- a személyre-szabott szolgáltatások (például képzés, mentorálás, tanácsadás, pályaorientáció, önismereti tréning) kialakítása
- a tartós mentorálás elérhetősége
- a helyi szereplők együttműködése.

### Hollandia – „aanval op schooluitval” program
Hollandiában 2007 óta a tanköteles korhatárt 16-ról 18-ra emelték, egyéni kódszámot rendeltek a diákokhoz az iskolába járási szokások megfigyelésére és a különösen veszélyeztetett diákok azonosítására. Az iskolák és intézmények a szülőkkel együttműködve helyi szinten döntenek megelőzési stratégiáikról, melyek megvalósulását egy országos szinten működő pénzügyi ösztönző rendszer is támogatja.

### Németország – „Kompetenzagenturen”
A német program azokat az oktatásból kimaradt fiatalokat támogatja, akiket más programok már nem érnek el. A család- és fiatalsegítő, valamint a bevándorlókkal foglalkozó szervezetekkel együttműködve intenzív „outreach” (megkereső)  tevékenység (wikilink – még nincs ilyen) keretében felkeresik a kallódó fiatalokat, és egyéni szolgáltatáscsomagot alakítanak ki számukra, hosszú utánkövetéssel. A szervezet országszerte 200 képviselettel rendelkezik.

### Spanyolország – City Educational Project – „Projecte Educatiu de Ciutat Bacelona”
Az andalúziai program keretein belül Sevilla egy szegénynegyedében, ahol a lakosság 92%-a roma, helyi civil szervezetek a szülők, a diákok és a tanárok együttes bevonásával alakítottak ki egy alternatív oktatási modellt. A gyerekek motivációja és eredményei javultak, és a tanárok is hasznosnak érezték munkájukat. Ezenfelül a gyakorta munkanélküli szülők aktív szerepvállalása által a családok helyzete is jelentős mértékben javult.